# Laminaria
Laminaria J.V.Lamour. é um género de algas castanhas (Phaeophyceae) caracterizado por lâminas largas, em forma de correia e relativamente grandes. O género apresenta importante interesse económico pois compreende 31 espécies, algumas das quais são utilizadas na produção de alginatos. Algumas espécies apresentam perfurações na lâmina.  O grupo tem distribuição natural alargada, estando presente nas regiões temperadas do Oceano Atlântico norte e do Oceano Pacífico norte, a profundidades de 8 a 39 m e excepcionalmente a 120 m de profundidade nas águas mais quentes do mar Mediterrâneo e da costa do Brasil.

## Espécies
O género Laminaria agrupa cerca de 30 espécies validamente descritas (algumas das quais resultam da subdivisão do género Saccharina):
- Laminaria abyssalis A.B.Joly & E.C.Oliveira — Atlântico Sul (América do Sul)[6][7]
- Laminaria agardhii Kjellm. [8] — Atlántico de Nortemérica [9]
- Laminaria angustata Kjellm. — Japão[10][11]
- Laminaria appressirhiza Ju.E.Petrov & V.B.Vozzhinskaya[12]
- Laminaria brasiliensis A.B.Loly & E.C.Oliveira
- Laminaria brongardiana Postels & Rupr. [13]
- Laminaria bulbosa J.V.Lamour.
- Laminaria bullata Kjellm.
- Laminaria complanata (Setch. & N.L.Garder) Muenscher
- Laminaria dentigera Kjellm. — costa norte-americana do Pacífico, do Estreito de Bering a Baixa Califórnia [14]
- Laminaria diabolica Miyabe
- Laminaria digitata (Huds.) J.V.Lamour.
- Laminaria ephemera Setch. — costa norte-americana do Pacífico, desde Vancouver à Califórnia [14]
- Laminaria farlowii Setch. — costa norte-americana do Pacífico [14]
- Laminaria flexicalus

## Galeria

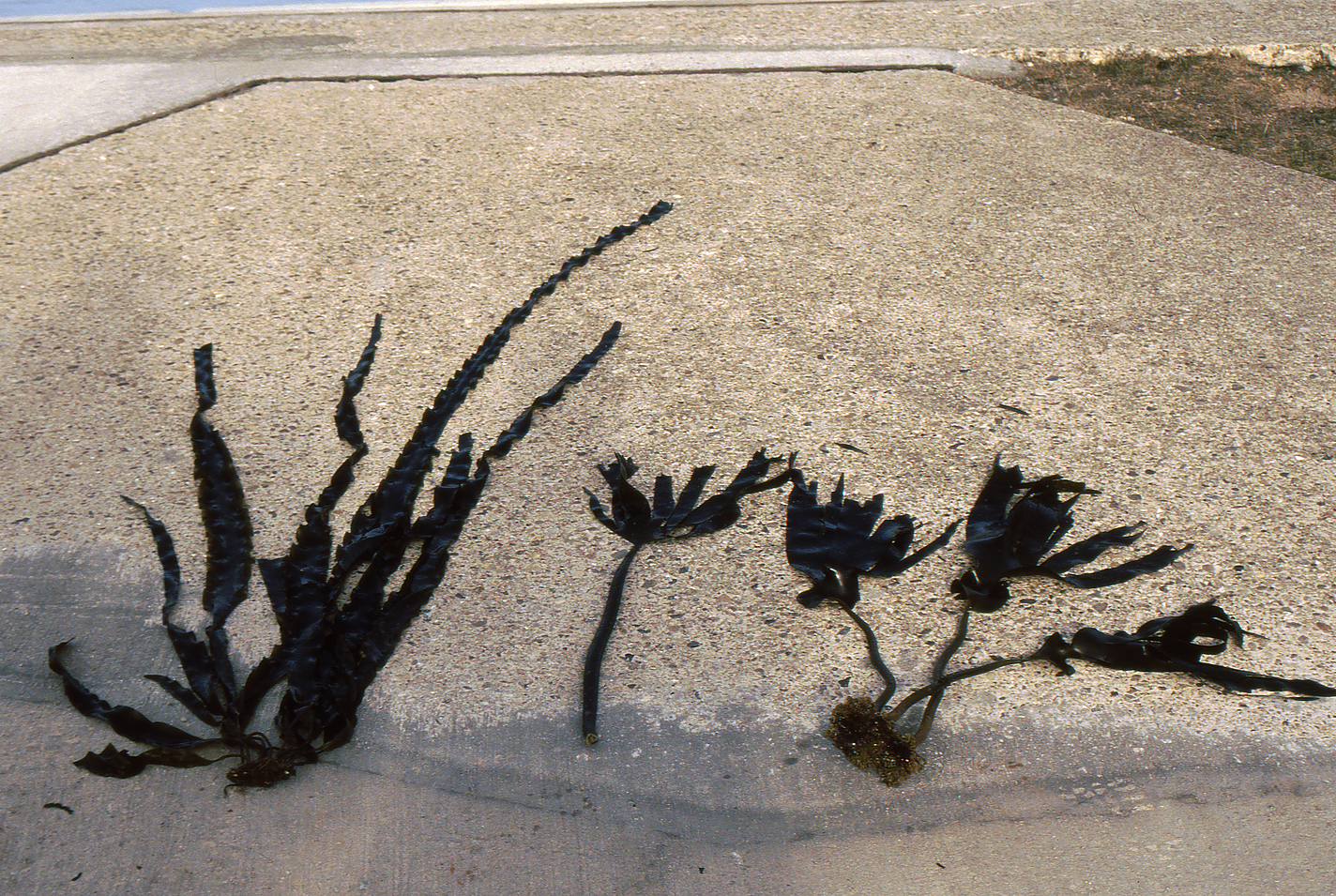
Saccharina latissima, L. digitata e L. hyperborea
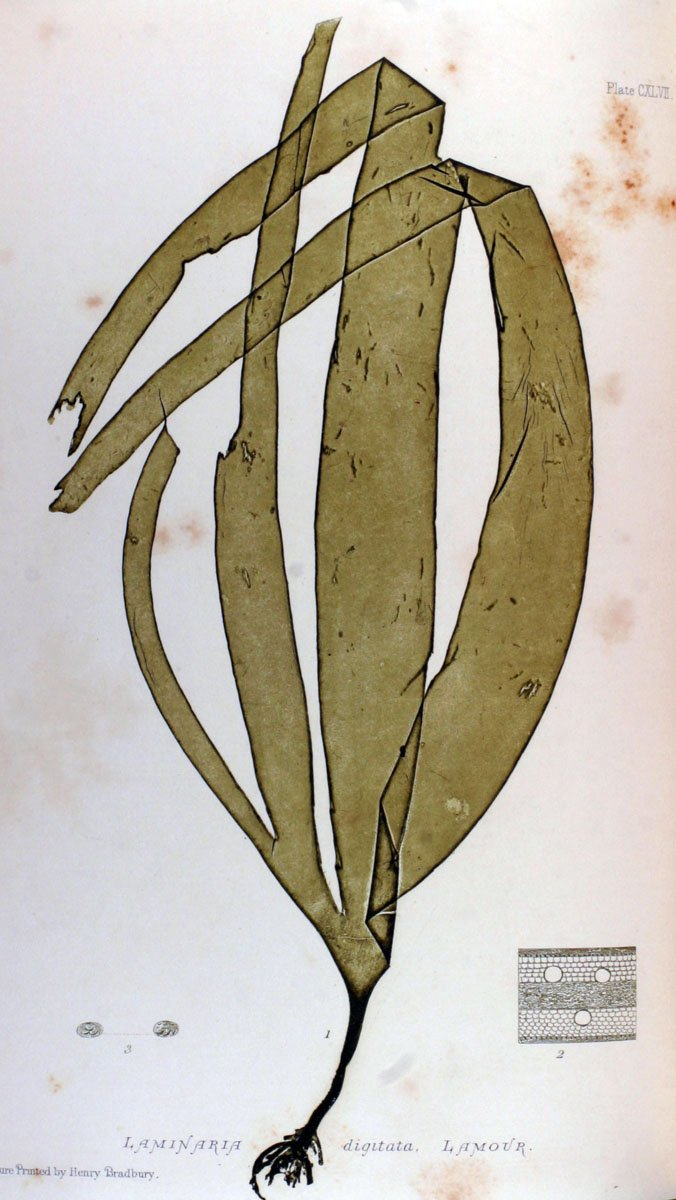
L. digitata
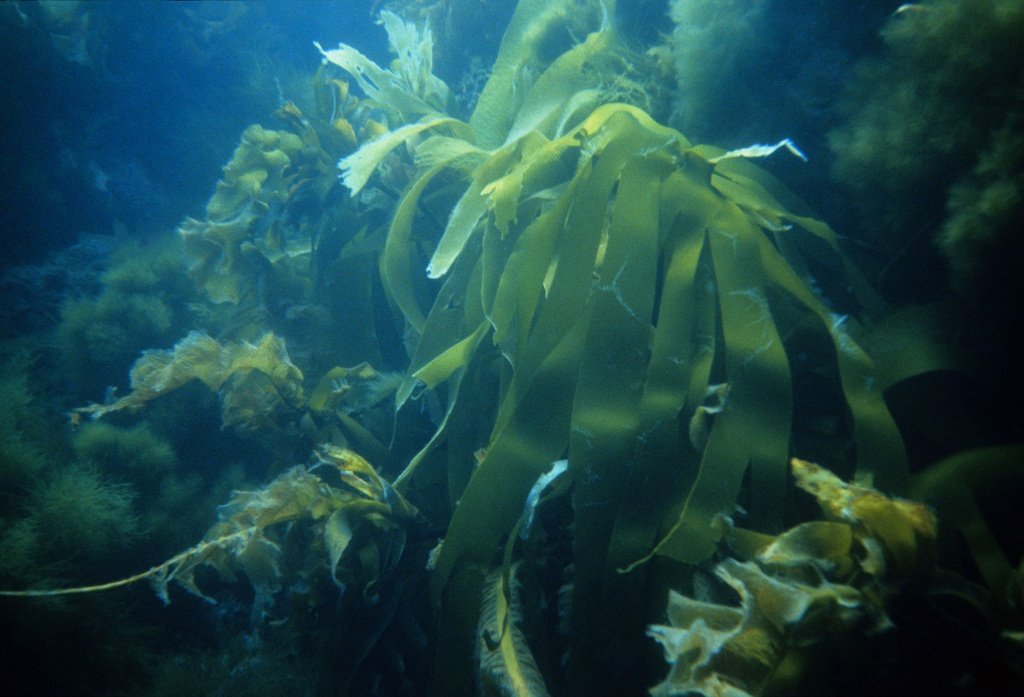
Laminária no fundo do mar.